# شروود (اورگن)
شروود (به انگلیسی: Sherwood) شهری در شهرستان واشنگتن ایالت اورگن است و در سرشماری سال ۲۰۱۱ میلادی، ۱۸٬۱۹۴ نفر جمعیت داشته که نسبت به سال ۲۰۱۰، ۰٫۳۴ درصد رشد جمعیت داشته‌است.

## موقعیت جغرافیایی
موقعیت جغرافیایی شهرها و مناطق اطراف به شرح زیر است: